# Lame Hady
Lame Hady – tunezyjski zapaśnik walczący w stylu klasycznym. Brązowy medalista mistrzostw arabskich w 1995 roku.